# Eupithecia tornolopha
Eupithecia tornolopha là một loài bướm đêm trong họ Geometridae.